# Балуран
Балуран (индон. Baluran) — национальный парк, расположенный в восточной части острова Ява (Индонезия), в районе одноимённого потухшего вулкана. Талисман парка — бычок бантенг.

## География
В парке представлен природный комплекс акациевой саванны, мангровые заросли, вокруг вулкана расположились тропические равнинные степи с редкой растительностью. Помимо этого, в заповеднике есть озеро, содержащее серу.

## Флора и фауна
Флора данного заповедника представлена большим количеством злаков, например аланг-аланг. Также флора включает в себя зонтичную белокорую акацию, различные виды колючей ежевики и лианы, тамаринд, коралловое дерево, дерево Унаби, а также различные пальмы.
Парк является хозяином 26 видов млекопитающих и 155 видов птиц. В составе фауны заповедника входит большое количество хищных млекопитающих, таких как мангуст, пальмовая циветта, леопард, куница, красный волк, а также дикий бык-бантенг и множество различных видов обезьян.
Среди пернатых этого заповедника можно выделить полосатую горлицу, птицу-носорог, большое количество попугаев, диких кур, яванского павлина и многих других. Среди рептилий распространенными являются сетчатый и темный полозы, гадюка Расселла, кобра, а также коричневая бойга.